# Alexandre Rapin

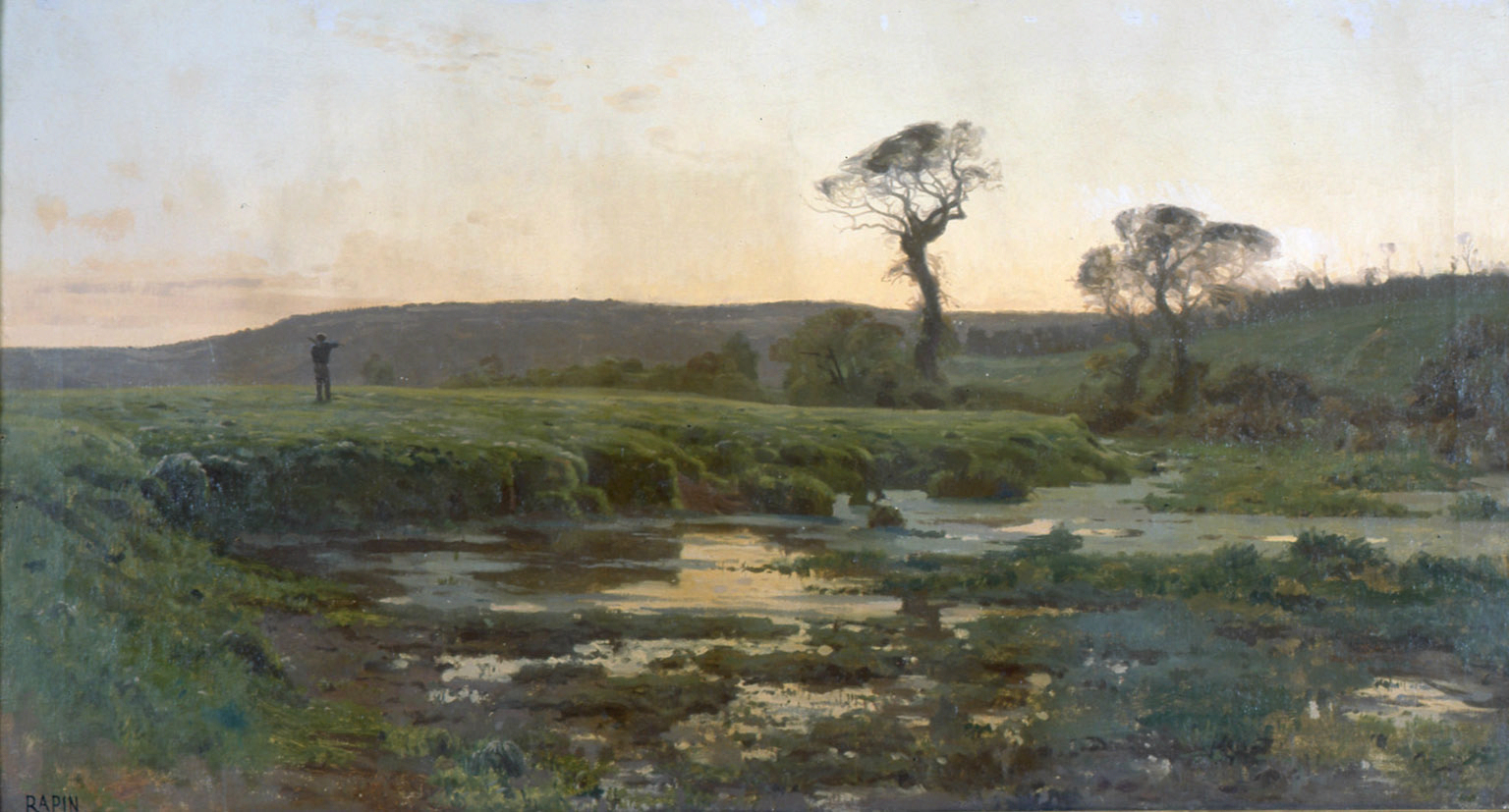
Le soir dans La Hague (Der Abend in La Hague), ca. 1875. Musée des Beaux-Arts de Bordeaux

Alexandre Rapin (* 21. Juni 1839 in Noroy-le-Bourg, Frankreich; † 21. November 1889 in Paris) war ein französischer Maler des 19. Jahrhunderts, der dem Realismus zugerechnet wird.

## Leben

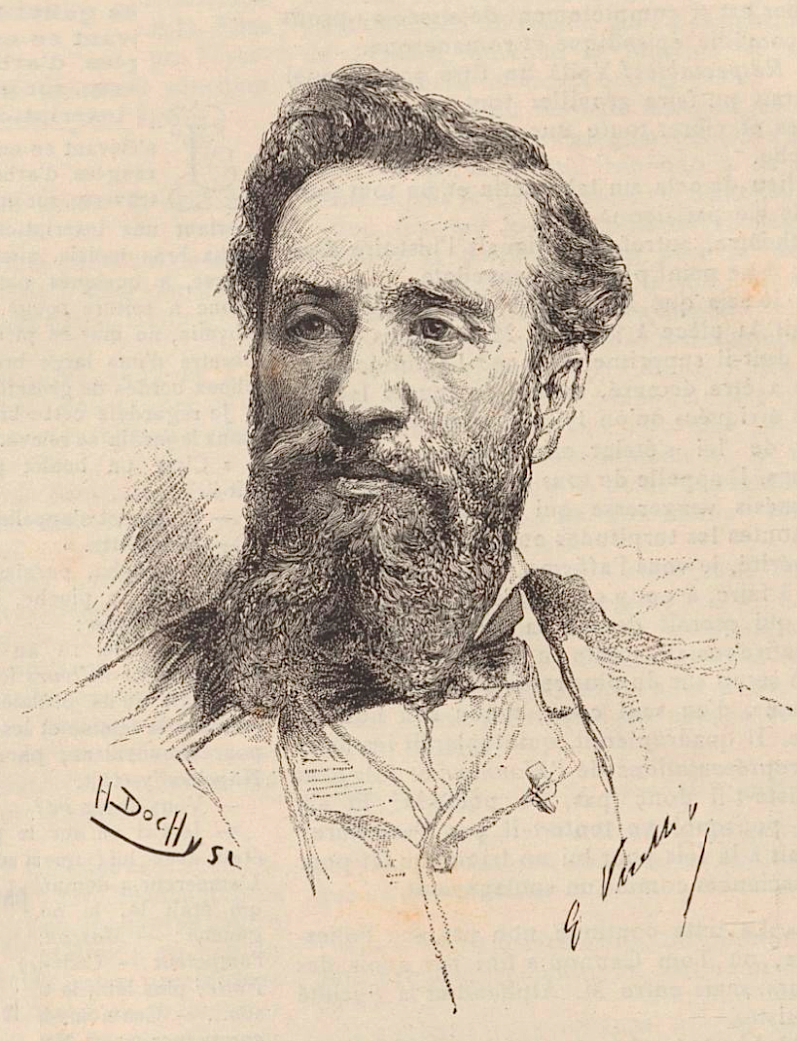
Porträt von Alexandre Rapin, veröffentlicht in Le Monde illustré (Paris)

Alexandre Rapin wurde als Sohn eines Gerichtsvollziehers geboren. Er zog nach Paris und studierte in den Ateliers von Jean-Léon Gérôme, Charles Gleyre und Joseph-Ferdinand Lancrenon. Besonders geprägt wurde er jedoch von Louis Français, mit dem ihn eine enge Freundschaft verband. Seine Werke sind stark von der Landschaft seiner Heimat Franche-Comté inspiriert. Ab 1867 stellte Alexandre Rapin regelmäßig im Pariser Salon aus und erhielt mehrere Auszeichnungen, darunter eine Bronzemedaille 1875 und eine Silbermedaille 1877. Er war Mitbegründer der Société des artistes français und nahm an den Weltausstellungen 1878 und 1889 in Paris teil. Im Jahr 1884 wurde er zum Ritter der Ehrenlegion ernannt.
Alexandre Rapin arbeitete zeitweise mit Gustave Courbet zusammen; es ist überliefert, dass sie gemeinsam an Gemälden arbeiteten, wobei Rapin die Vorarbeiten leistete und Courbet das Werk vollendete. Alexandre Rapin starb am 21. November 1889 in seinem Atelier in der Rue de Bourgogne in Paris an einem Herzleiden. Er hinterließ fünf Kinder, darunter den Maler Henri Rapin und den Architekten Jacques Rapin.

## Werk
Alexandre Rapins Werk ist geprägt von realistischen Landschaftsdarstellungen, insbesondere von Szenen aus der Franche-Comté. Seine Gemälde zeichnen sich durch eine genaue Beobachtung der Natur und eine subtile Farbpalette aus. Zu seinen bekanntesten Werken zählen:
- Le Matin au bord du Doubs (1887), Musée des Beaux-Arts, Dole.
- Le Soir, à Druillat (1888), Musée d’Orsay, Paris.
- Le Puits-Noir (Franche-Comté) (1882), Musée des Beaux-Arts, Montbéliard.
- Le Soir dans La Hague (um 1875), Musée des Beaux-Arts, Bordeaux.

Ein Selbstporträt von Alexandre Rapin befindet sich im Dahesh Museum of Art in New York.